# Výkal

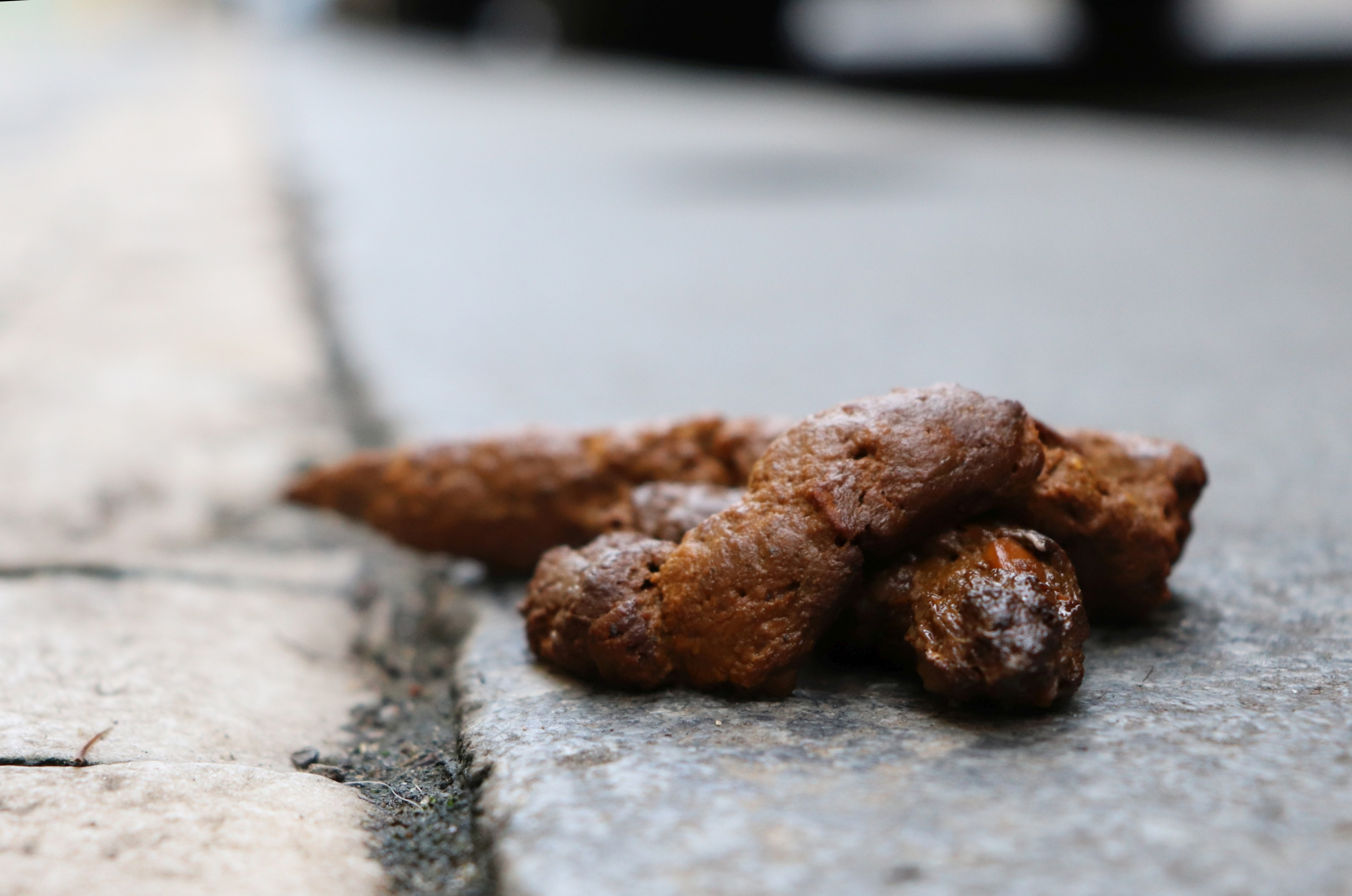
Psí výkaly na ulici

Výkal (lat. exkrement z exkrece, vylučování) je výměšek organismu vznikající z nestrávených zbytků potravy a některých dalších látek v trávicí soustavě celé řady živočichů. Výkaly, též fekálie (z lat. faex, množ. č. faeces). Lidské výkaly jsou tabuizovaným tématem, nicméně jejich složení a další vlastnosti jsou objektem zájmu a pozornosti lékařů i výzkumníků.
Zápach exkrementů způsobuje indolová sloučenina skatol, která se vyskytuje nejen v lidských a zvířecích výkalech, ale také v sekretu cibetek, v mase kanců a v některých rostlinách, např. v květech „svatební květiny“ kaly.

## Medicína
Stolice (lat. faeces) – tvoří ji nestravitelné zbytky potravy, odloupané střevní buňky, množství střevních bakterií a voda (70 %). Objem stolice se zvětšuje s obsahem vláknin v potravě. Hnědé zbarvení je způsobeno žlučovými barvivy. Nepřichází-li do střeva žluč, je stolice světlá (např. kaménky ve žlučovodu). K objektivizaci konzistence a tuhosti stolice slouží Bristolská škála typů stolice.
Výraz stolice jako termín označující lidský výkal je odvozován z německého Stuhl, Stuhlgang (vylučování stolice, původně Gang zum Stuhl, chůze na stoličku) nebo Nachtstuhl (noční výkalová stolice).

## Biologie, chovatelství
Výkaly živočichů se označují jako trus či exkrement, např. ptačí trus, trus netopýrů či mořských ptáků (guano), trus stromových pavouků, kompostovaný drůbeží trus, hranatý trus vombatů, exkrementy mnohonožek, exkrementy půdních živočichů, trus žížal atd.
 Ptačí trus (ve městech je významný holubí trus) obsahuje množství patogenů a alergenů a může mít nepříznivý vliv na zdraví. Guano se těží jako hnojivo.
Něco jiného je výtrus.

## Myslivost
Trus patří mezi tzv. pobytové znaky zvěře. V myslivecké terminologii jsou „bobky“ trus zajíců a králíků (obecně tvar trusu), „hrozny“ tvrdý trus jelení zvěře, „hrudky“ trus srnčí zvěře, „koláč“ měkký trus jelení zvěře, „smola“ tetřeví výměšek slepého střeva, „stříkanec“ trus dravých ptáků (sokolovití, dravci, sovy), příp. racků, čápů, „výpraš“ výkaly pernaté zvěře.

## Praktické využití
| Pohledněme na tyto Číňany, kteří mnohému neznalci často za terč vtipu slouží, jak si hnoje lidského váží. Číňan – a třeba byl zámožný – nenechá svých vývržků nikde ležeti; on má sebou svou nádobu s pevně přiléhající pokličkou, v níž jsa od domova vzdálen – vývržků svých uschová a domů přináší. |
| |

Nejběžnějším způsobem využití živočišných výkalů je zpracování na hnojivo (chlévský hnůj, kejda, hnojivo z guána). Hnojení sloním trusem se dokonce stalo kampaní Zoo Praha. Dalším možným využitím je získávání energie spalováním jako biomasy. Trus velkých predátorů lze využít k odpuzení některých živočichů (např. tygří trus získaný v zoo k zapuzení kuny).

## Synonyma, etymologie
Synonymický slovník uvádí: enóno (obecně), fekálie (odborně), hovno (vulgárně), hovínko (zdrobněle), hromada, hromádka (obecně expresivně), kakání, kakánek (dětsky), krombožinec, kromdar, krondaro (dialekticky eufemisticky), sračka (vulgárně), stolička (expresivně zdrobněle), tentononc (obecně), výmět, výmětek (zastarale).
Historickým slovanským označením je lejno (dříve též „lajno“, gen. pl. lajen, lajnóv); slovo pochází z indoevropského základu lei- (mazlavý). V současné češtině je částečně vnímáno jako zastaralé, ale je v běžné řeči dobře použitelné jako nevulgární výraz. V obecné češtině je nejběžnějším vulgárním označením stolice výraz hovno. Stejně jako jiné výrazy označující vylučování získal již v dávné minulosti vulgární významovou příznakovost a ve spisovném jazyce je nepoužitelný. Původně označoval kravské lejno, z těchto slov také etymologickým splynutím (resp. etymologickou kontaminací) vznikl. I tento výraz lze v daném smyslu považovat za všeslovanský (v lokálních variantách).
Synonyma živočišného trusu: holubinec; husinec, husinka; kobylinec, koblížek, kobližky, koninec, celák; kravinec, koláč, lívanec, pleskanec, flekanec; kočičinec; mušinec; myšinec; slepičák, slepičina, slepičinec... Obecně: dříst (řídké lejno), hovno, hromádka, kakánek, kakání, kromboží dárek, krombožinec, kromdar, krondaro, lejno, neřád, sračka. Trus přischlý na srsti: kaštan. 

## kopro-, skato-
Význam výkal mají ve složeném slově první části kopro- a skato-.
- koprofág, skatofág – organismus živící se výkaly
- koprofagie, skatofagie – (biol.) požírání výkalů; (medic.) duševní porucha projevující se pojídáním vlastních výkalů
- koprofilní, skatofilní – (biol.) žijící na výkalech, např. bakterie, houby; (medic.) duševní porucha projevující se zálibou ve výkalech
- koprofobie – duševní porucha projevující se strachem z vlastních výkalů
- koprofyt – rostlinný organismus rostoucí na výkalech, např. některé houby
- koprogenní struktura – (geol.) struktura vzniklá z exkrementů fosilních živočichů
- koprolalie – (medic.) chorobné nutkání užívat hrubých, obscénních slov
- koprolit – (paleol.) zkamenělý výkal vymřelého živočicha; medic. kámen ve střevě
- koprologie – (medic., zool.) vyšetřování a zkoumání lidské stolice či živočišného trusu; nauka o tom
- koproporfyrin – derivát porfyrinu vylučovaný stolicí
- koprostanol, koprosterol – produkt bakteriálního rozkladu cholesterolu v zažívacím traktu
- koprotrofní mikroorganismy – živící se výkaly
- skatologie – pornografie týkající se výkalů
- skatologické motivy – motivy v literatuře (Mastičkář, James Joyce aj.), výtvarném umění (Salvador Dalí, Jindřich Štýrský, Jan Švankmajer aj.), v lidové slovesnosti (sbírky českých folklórních textů; Karel Jaroslav Obrátil), slovníkové tvorbě (K. J. Obrátil, Patrik Ouředník) aj.

## Zajímavosti
- Tuhá část ptačího trusu vzniká stejně jako u savců v tlustém střevě. Při průchodu kloakou stírá bělavou kyselinu močovou a jiné uráty (tj. moč zbavenou vody; ptáci nemočí), což se na trusu projeví jako bílý povlak.
- Protože ptačí trus, zejména holubí trus špiní a poškozuje městské památky, vysazují se ve městech sokolovití (poštolka, raroh, sokol) a dravci (jestřáb). Cílem není ochrana jednotlivých budov, ale snížení počtu holubů v dané lokalitě.[10]
- Žížaly: Podle střízlivých odhadů projde za 24 hodin zažívacím traktem žížaly množství půdy odpovídající 36násobku hmotnosti jejího těla, navíc důkladně obohacené chemickými prvky nezastupitelnými při výživě rostlin. Výsledky výzkumů potvrdily, že ve srovnání s okolní půdou je trus žížal dvakrát bohatší na vápník a hořčík, pětkrát na dusík a jedenáctkrát na draslík. (Carpenter et al. 2007). Protože trávicí soustavu žížal osídluje druhově pestré společenstvo mikroorganismů, vykazuje trus žížal větší mikrobiální aktivitu než okolní půda. Uvádí se, že žížaly v Evropě každoročně vynesou na povrch na jediném hektaru až 40 tun exkrementů, představujících 0,4 cm horní vrstvy půdy (Feller et al. 2003).[11]
- Ve staré češtině slovo „výkal“ znamenalo „samčí semeno, sperma“.[12]
- Není jisté, jaké množství trusu vylučovali obří sauropodní dinosauři, podle některých odhadů, založených na pozorování současných slonů a kopytníků, však vychází množství denně vyloučeného trusu u obřích titanosaurů zhruba na 100 až 400 kg (v extrémním případě pak až přes 700 kg).[13]